# Nós os Ricos
Nós os Ricos é uma série de comédia, transmitida pela RTP1 entre 1996 e 2000, em nove temporadas.

## Sinopse
Os "manos" Idalete e Berto são tudo menos uma família normal. Pires, o mordomo, é tudo menos um mordomo normal. Na realidade, a única coisa de normal são mesmo os nomes de cada um, porque em tudo o resto reina a confusão.
Nós os Ricos é uma série com boa comédia à portuguesa. Uma casa cheia de ricas decorações e com Berto e Idalete a fazerem vidas de ricos, mas onde na realidade o saldo do cartão de crédito anda sempre nas lonas e as joias são imitações.
Para animar, há sempre os vizinhos, os primos, os sobrinhos, os amigos e mais uns quantos curiosos que vão aparecendo, sempre à procura de um tostão de Berto para meterem no bolso.

## Elenco
Elenco Principal
- Fernando Mendes - Gilberto Felício (Berto) de Nunes, "o Gosma"
- Carlos Areia - Pires, filho de Onofre Pires
- Ana Zanatti - Joana (Carocha)
- Rosa do Canto - Idalete Felício de Nunes
- Filipe Soares - Nuno Rogério Nunes
- Júlio César - Abel

Participações especiais
- Adelaide João - Sissi
- Cristina Oliveira - Maria Albertina
- Canto e Castro (†) - Coronel Anzol Silva
- Florbela Queiroz - Ludmila
- Octávio de Matos (†) - Vavá

#### Atores convidados
- José Raposo - como ele próprio
- Luís Aleluia - António Lopes (Tonecas)